# Calle 34–Estación Penn (línea de la Séptima Avenida–Broadway)
La Calle 34 – Estación Penn es una estación en la línea de la Séptima Avenida-Broadway del Metro de Nueva York de la División A del Interborough Rapid Transit Company. La estación se encuentra localizada en Chelsea, Manhattan entre la Calle 34 y la Séptima Avenida. La estación es utilizada las 24 horas por los trenes del servicio  ,  y por el servicio  excepto durante la madrugada.